# 錢珀瑙恩數
錢珀瑙恩數（Champernowne constant）C10是一個實數的超越數，其十進制表示法有重要的特性，得名自數學家D. G.錢珀瑙恩，在1933年以本科生(剑桥大学)的身份發表有關錢珀瑙恩數的論文。
在十進制下，可以用連續整數來定義錢珀瑙恩數：
{\displaystyle C_{10}=0.12345678910111213141516...} （OEIS數列A033307）.
也可以定義其他進制系統下的錢珀瑙恩數：
{\displaystyle C_{2}=(0.1101110010111011110001001...)_{2}}
{\displaystyle C_{3}=(0.12101112202122100101102110...)_{3}}
{\displaystyle C_{36}=(0.123456789ABCDEFGHIJ...)_{36}}
錢珀瑙恩字（Champernowne word）或是巴比尔字（Barbier word）是指由Ck各位數形成的數列。
十進制下的錢珀瑙恩數C10為正規數，是每個數字出現機會均等的實數。

## 性質
实数x若在某一進制b下，其數字都是均勻分佈，此實數在底數b下為正规数。均勻分佈的意思是所有數字出現比率相近，所有二位數字組合出現比率相近，所有三位數字組合出現比率相近等。若實數在所有進制都是正规数，則稱為絕對正規數。
若將一數字的各位數組成一字串，為[a0, a1, ...]，而此數字在10進制下正規數，因此可以預期，此字串中，字串[0], [1], [2], …, [9]出現的機率都是1/10，而字串[0,0], [0,1], ..., [9,8], [9,9]出現的機率都是1/100。
錢珀瑙恩證明了{\displaystyle C_{10}}在十進制下為正規數，Nakai和Shiokawa證明了更通用的定理：也就是{\displaystyle C_{b}}在b進制下都會正規數。有關在{\displaystyle b\neq k}的條件下，{\displaystyle C_{k}}在b進制是否是正規數，這問題是還沒有答案的開放問題。例如，目前還不知道{\displaystyle C_{10}}在9進制下是否是正規數。例如{\displaystyle C_{10}}的前54位數是0.123456789101112131415161718192021222324252627282930313，在9進制下表示為{\displaystyle {0.10888888853823026326512111305027757201400001517660835887}_{9}}。
Kurt Mahler證明錢珀瑙恩數是超越數。{\displaystyle C_{10}}的無理性度量（表示用有理數近似此數字的困難程度）為{\displaystyle \mu (C_{10})=10}，而針對{\displaystyle b\geq 2}的進制{\displaystyle b}，{\displaystyle \mu (C_{b})=b}。

## 文獻
- Cassaigne, J.; Nicolas, F. . Berthé, Valérie; Rigo, Michel  (编). . Encyclopedia of Mathematics and its Applications 135. Cambridge: Cambridge University Press. 2010: 163–247. ISBN 978-0-521-51597-9. Zbl 1216.68204.
- Champernowne, D. G., , Journal of the London Mathematical Society, 1933, 8 (4): 254–260, doi:10.1112/jlms/s1-8.4.254.
- Nakai, Y.; Shiokawa, I., , Acta Arithmetica, 1992, 62 (3): 271–284, doi:10.4064/aa-62-3-271-284

## 外部連結
- 埃里克·韦斯坦因. . MathWorld.
- The fantastic pencil and the Champernowne constant （页面存档备份，存于）